# Double Dragon
Double Dragon ist eine Computerspielreihe, die ihren Ursprung auf Arcade-Automaten hat. Die Double-Dragon-Spiele gehören zu den bekanntesten und ältesten Beat-’em-up-Spielen.

## Versionen
Der erste Teil wurde 1987 von Technos Japan zunächst für Arcade-Automaten entwickelt. In den Folgejahren erschienen Double Dragon II – The Revenge (1988) und Double Dragon 3 – The Rosetta Stone (1990). Diese drei Arcade-Spiele wurden auch für die gängigen Spielkonsolen und Computer jeweils etwa ein Jahr später nach Arcade-Erscheinung umgesetzt. Zudem gibt es noch Sonderversionen, die fast alle exklusiv für die jeweilige Spielkonsole entwickelt wurden.
- Double Dragon (1987, Arcade, Sega Mega Drive, Sega Master System, NES, Game Boy, Amiga, Atari ST, C64, PC …)
- Double Dragon II: The Revenge (1988, Arcade, Sega Mega Drive, Sega Master System, NES …)
- Double Dragon III: The Rosetta Stone (1990, Arcade, Sega Mega Drive, NES …)
- Super Double Dragon (1992, SNES, in Japan bekannt als Return of Double Dragon, unter anderem Unterschiede bei der Spielmechanik und dem Endlevel)
- Crossover: Battletoads & Double Dragon: The Ultimate Team (1993, Sega Mega Drive, SNES, NES Game Boy …)
- Double Dragon V: The Shadow Falls (1994, Sega Mega Drive, Atari Jaguar, SNES)
- Double Dragon (1995, Neo Geo, Neo Geo CD, PlayStation)
- Ableger: Rage of the Dragons (2002, Neo Geo)
- Double Dragon Advance (2003, Game Boy Advance)
- Double Dragon EX (2005, für Java-Mobiltelefone)
- Double Dragon (2007, Xbox 360: Xbox Live Arcade)
- Double Dragon (2009, Zeebo)
- Double Dragon (2011, iOS)
- Double Dragon Neon (September 2012, PlayStation 3 PSN, Xbox Live, PC)
- Double Dragon Trilogy (Dezember 2013, Android, iOS; 2015, PC)
- Double Dragon IV (2017)[1]
- Double Dragon Gaiden: Rise of the Dragons (2023)[2]

## Handlung und Spielverlauf
Man übernimmt alleine oder zu zweit die Rolle der Brüder Billy und Jimmy Lee, die sich durch die Levels prügeln um am Schluss ein entführtes Mädchen namens Marian zu befreien.
Gekämpft wird mit den Fäusten, Beinen und mit allen möglichen Gegenständen, die in der Gegend herumliegen oder die man den Gegnern abnehmen kann. Mit den Gegenständen kann entweder zugeschlagen (Baseball-Schläger, Peitsche) oder geworfen werden (Messer, Dynamit, Fässer, Kisten, Felsbrocken).
Im Zweispieler-Modus gibt es die Besonderheit, dass man am Schluss gegeneinander kämpfen muss, um das Spiel beenden zu können. Der Sieger rettet dann das Mädchen.

## Charaktere

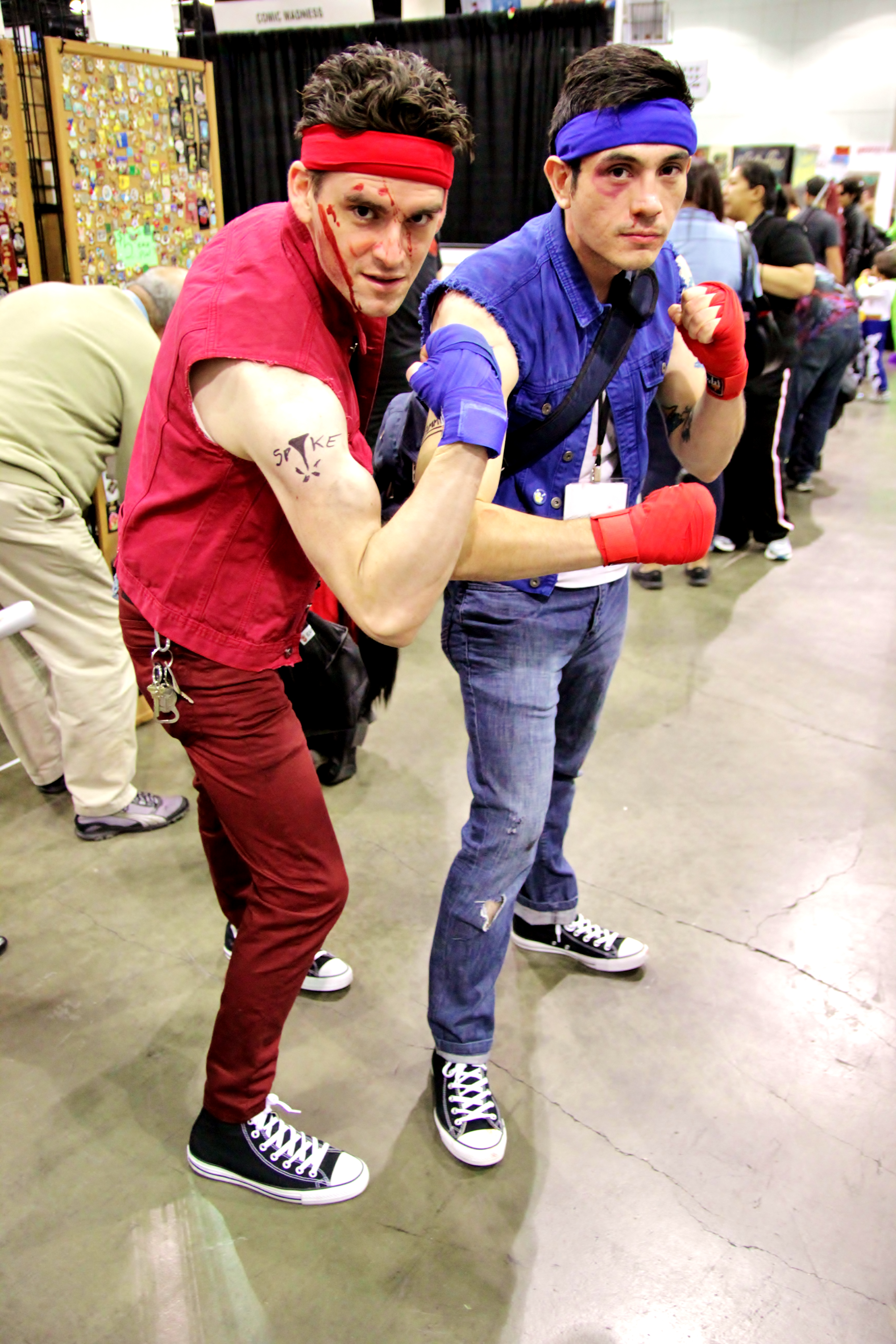
Cosplayer als Jimmy und Billy

Die meisten Charaktere wurden nach Bruce Lees Film Der Mann mit der Todeskralle benannt (Originaltitel: Enter the Dragon).
Spieler
- Billy (blau)
- Jimmy (rot)

Gegner
- Williams (schwacher Punk)
- Lopar
- Linda Lash (weiblicher Punk mit Peitsche)
- Bolo (starker Riese)
- Abobo (1. Boss, ähnlich Mr. T)
- Jeff (2. Boss, ähnlich dem Spieler)
- Willy (Endboss, mit Maschinenpistole)

## Film zum Spiel, Sonstiges
- Die Spielereihe wurde 1994 in Form eines US-Kinofilms unter dem Titel Double Dragon – Die 5. Dimension auf die Leinwand gebracht; Mark Dacascos spielte die Rolle des Jimmy Lee, Robert Patrick (u. a. bekannt als „T-1000“ in Terminator 2 – Tag der Abrechnung) spielte den Bösewicht Shuko und Alyssa Milano (Marian) war als Tochter des Polizeipräsidenten zu sehen.
- Zu dem Kinofilm gibt es wiederum eine Umsetzung als Spiel mit dem Titel „Double Dragon“, welches jedoch mit dem gleichnamigen ersten Teil der Videospielreihe wenig gemeinsam hatte. Die Filmumsetzung war – im Gegensatz zu den alten, seitwärts scrollenden Teilen – im Stil von Street Fighter II gehalten und mit Videosequenzen des Kinofilms versehen. Die Handlung des Spiels gleicht dabei der des Films und weist demzufolge große Unterschiede zur Handlung der restlichen Spiele auf. Das für Heimkonsolen erschienene Spiel „Double Dragon V“, welches sich in puncto Setting an der Zeichentrickserie orientiert, ist ebenfalls nach Art von Street Fighter im „1-gegen-1“-Stil gehalten. Selbiges gilt auch für den 2002 erschienenen Ableger „Rage of the Dragons“, welcher aufgrund von Lizenzbedingungen nicht offiziell Teil der Serie ist.
- Die Game-Boy-Version von Double Dragon II unterscheidet sich völlig von der Arcade-Version. Es handelt sich um eine lokalisierte Version eines japanischen Spiels der „Kunio-kun“-Reihe, bei dem die Grafiken, Musik, Charaktere und Texte ausgetauscht wurden und lediglich das Grundgerüst und Leveldesign beibehalten wurde.
- In Japan erschienen mehrere Soundtrack-CDs zu der Double-Dragon-Reihe. Zudem gibt es von Double Dragon Comic-Hefte und eine Zeichentrickserie aus dem Jahr 1993/1994.

## Vergleichbare Vorgänger und Nachfolger
- Kung-Fu Master (Irem, 1984) – 1. horizontales Beat’ em up
- Vigilante (Irem, 1988)
- Final Fight (Capcom, 1989)

## Portierungen
- NES und SNES
- Sega Master System und Sega Mega Drive
- Commodore Amiga
- Atari ST
- C64
- PC
- Nintendo Game Boy und Game Boy Advance
- Neo Geo
- Atari 7800
- Atari Jaguar
- Atari Lynx
- ZX Spectrum
- Java Platform, Micro Edition
- Xbox 360: Xbox Live Arcade
- Nintendo 3DS (Virtual Console)
- Zeebo
- Android
- iOS
- PlayStation 4